# Тысья (река)
Тысья — река в России, протекает в Рязанской области. Правый приток Оки.

## География
Река Тысья берёт начало у деревни Шекшино. Течёт на восток по открытой местности. Устье реки находится у села Троица в 638 км по правому берегу реки Оки. Длина реки составляет 41 км, площадь водосборного бассейна 243 км².
Притоки Тысьи: реки Грязновка и Ильинка (правые).

## Данные водного реестра
По данным государственного водного реестра России относится к Окскому бассейновому округу, водохозяйственный участок реки — Ока от города Рязань до водомерного поста у села Копоново, без реки Проня, речной подбассейн реки — бассейны притоков Оки до впадения Мокши. Речной бассейн реки — Ока.
По данным геоинформационной системы водохозяйственного районирования территории РФ, подготовленной Федеральным агентством водных ресурсов:
- Код водного объекта в государственном водном реестре — 09010102212110000025041
- Код по гидрологической изученности (ГИ) — 110002504
- Код бассейна — 09.01.01.022
- Номер тома по ГИ — 10
- Выпуск по ГИ — 0